# 波密乡
波密乡，是中华人民共和国四川省甘孜藏族自治州巴塘县下辖的一个乡镇级行政单位。

## 行政区划
波密乡下辖以下地区：
波堆村、波免村、格木村和根久村。